# 横山塔
横山塔位于浙江省衢州市龙游县横山镇横山村，原名“横峰塔”。塔建于明嘉靖十二年（1534年），平面呈八边形，高七层约30余米，为仿木结构楼阁式空心砖塔。1989年12月12日列入第三批浙江省文物保护单位，2013年5月列入第七批全国重点文物保护单位。

## 保护历程
塔因年久失修，砖块剥落，曾于2006年至2007年间落架维修。1989年12月12日，与绍衣堂一同列入第三批浙江省文物保护单位，2013年5月又同列入第七批全国重点文物保护单位。